# Indivirus
Indivirus — рід велетенських дволанцюгових ДНК-вмісних вірусів. Виявлений під час аналізу метагеноми зразків донних відкладень резервуарів станції очистки стічних вод у місті Клостернойбург в Австрії. Вірус має геном з 860 тис. пар основ та кодується 660 генів. Вміст GC складає 26,6%. Разом з Indivirus, у цих стічних водах описані також нові віруси Klosneuvirus, Catovirus та Hokovirus. Класифікація метагенома, що зроблена за допомогою аналізу 18S рРНК, що їхні господарі відносяться до найпростіших типу Cercozoa.